# Sant'Eufemia (Tricase)
Sant'Eufemia is een plaats (frazione) in de Italiaanse gemeente Tricase.